# Turist
Turist (internationale titel: Force Majeure) is een Zweedse film uit 2014 onder regie van Ruben Östlund. De film ging in première op 18 mei op het Festival van Cannes in de sectie Un certain regard en maakte deel uit van de competitie op het Film Fest Gent 2014.

## Verhaal
Een Zweedse familie gaat op skivakantie in de Franse Alpen. De vader Tomas heeft weinig zin maar zijn vrouw Ebba meent dat dit de enige manier is zodat hij wat meer tijd met de kinderen kan doorbrengen. In het begin verloopt alles goed tot er een sneeuwlawine naar beneden komt terwijl ze lunchen op een terras van een restaurant in de bergen. Terwijl Ebba de kinderen probeert te beschermen, zet Tomas het op een lopen. Dit voorval zorgt voor heel wat wrijvingen binnen hun huwelijk.

## Rolverdeling
| Acteur             | Personage |
| ------------------ | --------- |
| Johannes Kunhnke   | Tomas     |
| Lisa Loven Kongsli | Ebba      |
| Clara Wettergren   | Vera      |
| Vincent Wettergren | Harry     |

## Productie
De film werd geselecteerd als Zweedse inzending voor de Oscars 2015 in de categorie "Beste niet-Engelstalige film".

## Prijzen en nominaties

### Prijzen
- Filmfestival van Cannes 2014 - Un Certain Regard - Prix du jury  (Ruben Östlund)

### Nominaties
- Nordic Councel’s Film Prize 2014 – (Ruben Östlund, Erik Hemmendorff, Marie Kjellson)